# آبچلیک نیم‌پرده‌پا
آبچلیک نیم‌پرده‌پا (نام علمی: Calidris pusilla) نام یک گونه از سرده تلیله است.